# Strašnik
Strašnik falu Horvátországban, Sziszek-Monoszló megyében. Közigazgatásilag Petrinyához tartozik.

## Fekvése
Sziszek városától légvonalban 15, közúton 23 km-re délnyugatra, községközpontjától 8 km-re délnyugatra a Báni végvidék középső részén, a 37-es számú főúttól délre fekszik. A főúton Petrinya irányából Gora felé haladva Župić után kell balra lekanyarodni.

## Története
A település neve már 1211-ben szerepel II. András királynak a topuszkai cisztercita apátság részére kiadott adománylevelében „Stresyche terra ad monasterium Toplica” alakban. 1355-ben „praedium Stresich”, illetve „possessio Stresych”, 1388-ban „possesio Iztrizich”, 1427-ben „possessio Ztresych” néven szerepel a korabeli forrásokban. 1501-ben a Szentháromság tiszteletére szentelt templomát említik „sancte Trinitatis de Zthresewo” alakban. A 16. század második felétől a 17. század végéig török uralom alatt volt. Ekkor pusztult el középkori temploma is. 1683 és 1699 között a felszabadító harcokban a keresztény seregek kiűzték a térségből a törököt és a török határ az Una folyóhoz került vissza. 1697 körül a Turopolje, a Szávamente, a Kulpamente vidékéről és a Banovina más részeiről előbb horvát katolikus, majd a 18. században több hullámban Közép-Boszniából, főként a Kozara-hegység területéről és a Sana-medencéből pravoszláv szerb családok települtek le itt. Az újonnan érkezettek szabadságjogokat kaptak, de ennek fejében határőr szolgálattal tartoztak. El kellett látniuk a várak, őrhelyek őrzését és részt kellett venniük a hadjáratokban. 1696-ban a szábor a bánt tette meg a Kulpa és az Una közötti határvédő erők parancsnokává, melyet hosszas huzavona után 1704-ben a bécsi udvar is elfogadott. Ezzel létrejött a Báni végvidék (horvátul Banovina), mely katonai határőrvidék része lett. 1745-ben megalakult a Petrinya központú második báni ezred, melynek fennhatósága alá ez a vidék is tartozott. A település 1774-ben az első katonai felmérés térképén „Dorf Strasnik” néven szerepel.
A katonai határőrvidék megszűnése után Zágráb vármegye Petrinyai járásának része volt. 1857-ben 378, 1910-ben 583 lakosa volt. A 20. század első éveiben a kilátástalan gazdasági helyzet miatt sokan vándoroltak ki a tengerentúlra. 1918-ban az új szerb-horvát-szlovén állam, majd később Jugoszlávia része lett. A második világháború idején a Független Horvát Állam része volt. A háború után a béke időszaka köszöntött a településre. Enyhült a szegénység és sok ember talált munkát a közeli városokban. A délszláv háború előestéjén lakosságának 98%-a horvát nemzetiségű volt. A falu 1991. június 25-én a független Horvátország része lett, de néhány hónap múltán 1991 szeptemberében elfoglalták a szerb erők és a Krajinai Szerb Köztársasághoz csatolták. A szerb megszállás idején teljesen elpusztult. A falut 1995. augusztus 6-án a Vihar hadművelettel foglalta vissza a horvát hadsereg. A háború után mindent újjá kellett építeni. 2011-ben 202 lakosa volt.

## Népesség
| Lakosság változása | Lakosság változása | Lakosság változása | Lakosság változása | Lakosság változása | Lakosság változása | Lakosság változása | Lakosság változása | Lakosság változása | Lakosság változása | Lakosság változása | Lakosság változása | Lakosság változása | Lakosság változása | Lakosság változása | Lakosság változása |
| ------------------ | ------------------ | ------------------ | ------------------ | ------------------ | ------------------ | ------------------ | ------------------ | ------------------ | ------------------ | ------------------ | ------------------ | ------------------ | ------------------ | ------------------ | ------------------ |
| 1857               | 1869               | 1880               | 1890               | 1900               | 1910               | 1921               | 1931               | 1948               | 1953               | 1961               | 1971               | 1981               | 1991               | 2001               | 2011               |
| 378                | 375                | 343                | 441                | 519                | 583                | 505                | 534                | 485                | 476                | 429                | 438                | 377                | 325                | 242                | 202                |

## Nevezetességei
- Szent Simon és Tádé apostolok tiszteletére szentelt kápolnája a gorai római katolikus plébániához tartozik. A kápolnát 1897-ben építették a régi, 1729-ben épített kápolna helyén. 1991 szeptemberében a szerb csapatok lerombolták. A háború után teljesen újjá kellett építeni.
- A II. világháború és a délszláv háború áldozatainak emlékműve.